# Романцев, Борис Алексеевич
Бори́с Алексе́евич Рома́нцев (16 октября 1946) — советский и российский учёный-металлург, специалист в области процессов и оборудования обработки металлов давлением. Доктор технических наук, профессор кафедры обработки металлов давлением НИТУ "МИСиС". Лауреат Премии Совета Министров СССР и Премии Правительства Российской Федерации в области науки и техники.

## Биография
Борис Алексеевич Романцев родился 16 октября 1946 года. После окончания в 1969 г. Московского института стали и сплавов по решению Ученого Совета был направлен в аспирантуру. В 1973 г. защитил кандидатскую, а в 1993 г. докторскую диссертации по специальности «Обработка металлов давлением».
С 1972 г. работал в МИСиС младшим научным сотрудником, старшим научным сотрудником, заведующим отраслевой лаборатории производства полых изделий прокаткой, с 1991 по 1994 годы – доцентом кафедры ОМД, а с 1994 г. – профессором этой же кафедры.
В 1995 г. Б.А. Романцев был избран деканом Технологического факультета, которым руководил до 2006 г. С 1998 по 2016 гг. он заведовал кафедрами: обработки металлов давлением; технологии и оборудования трубного производства, а после объединения кафедр ТОТП и ПДСС – кафедрой ОМД. В настоящее время он является профессором этой кафедры.

## Научная и образовательная деятельность
Основное научное направление работ Б.А. Романцева – процессы и оборудование обработки металлов давлением. Является признанным специалистом в области трубного и деталепрокатного производства, имеет свыше 300 научных работ, среди них 140 изобретений (в том числе 40 внедренных в производство), монографию, три учебника и ряд учебных пособий. Под его научным руководством осуществляется разработка технологических процессов и оборудования для получения горячекатаных труб и сортового проката, ведется проектирование министанов различного назначения. Осуществляется цикл работ по деформированию сплавов на основе титана, меди, алюминия, никеля. Разработаны современные методики расчета технологических режимов винтовой прокатки труб и прутков, калибровок технологического инструмента, энергосиловых и кинематических параметров.
Результаты научных исследований Б.А. Романцева реализованы на предприятиях: ОАО «Волжский трубный завод», ОАО «Тагмет», ЗАО «ЧТПЗ», НПО «Сибсельмаш», Кировский завод «Сельмаш», ОАО «НЛМК», ЗАО металлургический завод «Красный Октябрь» в г. Волгограде, НПО «Прибор» и других.
За время работы в МИСиС под его руководством подготовлены и успешно защищены две докторские и десять кандидатских диссертаций. Б.А. Романцев является членом Диссертационных советов в МИСиС и ВИЛСе, почётным профессором Национальной металлургической академии Украины.

## Признание
В 1990 г. за создание и внедрение деталепрокатной технологии и высокопроизводительного оборудования для получения полых профилированных заготовок удостоен Премии Совета Министров СССР, а в 2001 г. за разработку и внедрение процессов радиально-сдвиговой деформации для производства высококачественного проката из циркониевых, титановых и других труднодеформируемых сплавов – Премии Правительства Российской Федерации.